# Гамбарян, Мария Степановна
Мари́я Степа́новна Гамбаря́н (арм. Մարիա Ստեփանի Ղամբարյան; род. 1 октября 1925, Ереван) — советская и российская пианистка, музыкальный педагог.
Заслуженная артистка Российской Федерации (2005), заслуженная артистка Армянской ССР (1965), профессор Российской академии музыки имени Гнесиных.

## Биография
Родилась в Ереване.
Поступила в 1937 г. в Центральную детскую музыкальную школу при Московской консерватории в класс профессора А. В. Шацкеса. Затем училась в Московской консерватории у профессора К. Н. Игумнова. Окончила в 1948 году. В 1951 году окончила аспирантуру там же.
Мария Гамбарян успешно гастролировала как в СССР, так и за рубежом. В Испании в 1991 году провела мастер-класс. В 1992 году в Корее вышли два её компакт-диска.
С 1956 по 1960 годы преподавала в Ленинградской консерватории. В 1960 году переехала в Москву. Работает преподавателем Музыкально-педагогического института им. Гнесиных (ныне Российская академия музыки), ведет фортепианный класс.
Занимается переложением произведений армянского композитора Комитаса для камерных ансамблей. В свои сольные концертные программы включала произведения Комитаса и фортепианных произведений других армянских композиторов.
Муж — драматург Владимир Михайлович Волькенштейн (1883—1974).
Двоюродный брат Пётр Петрович Гамбарян (1925—2017) — биолог, лауреат премии имени А. Н. Северцова (1981).

## Награды
- Заслуженная артистка Армянской ССР (02.12.1965)[2].
- Заслуженная артистка Российской Федерации (07.04.2005) — за заслуги в области искусства[3].
- Медаль Мовсеса Хоренаци (30.03.2016) — за большие заслуги в области музыкального искусства и значительный вклад в дело укрепления армяно-российских культурных связей[4].
- Памятная медаль «Комитас» Музыкального общества Армении (16.02.2016) — за заслуги в развитии фортепианного исполнительского искусства, педагогическую деятельность и в связи с 90-летним юбилеем[5].